# Distretto di Shikarpur
Il distretto di Shikarpur (in urdu: ضلع شڪارپور) è un distretto del Sindh, in Pakistan, che ha come capoluogo Shikarpur. Nel 1998 possedeva una popolazione di 880.438 abitanti.